# Steven Gilborn
Steven Gilborn, né le 15 juillet 1936 à New Rochelle et mort le 2 janvier 2009 à Chatham, est un acteur américain.

## Biographie
Steven Gilborn est diplômé en anglais au Swarthmore College en 1958 et obtient un doctorat en littérature à l'université Stanford en 1969. Il enseigne les lettres au Massachusetts Institute of Technology et dans d'autres universités avant de devenir acteur.
En tant qu'acteur, il est surtout connu pour avoir joué le rôle récurrent du père d'Ellen Morgan, personnage principal de la série télévisée Ellen. Il a joué aussi d'autres rôles récurrents, notamment dans les séries Columbo, Dream On, The Practice : Bobby Donnell et Associés et La Famille Green. Au cinéma, il a joué dans La Tribu Brady (1995), Docteur Dolittle (1998), Nurse Betty (2000) et Évolution (2001).
Il a eu deux filles de son mariage avec Karen Halverson. Il est mort d'un cancer en 2009.

## Filmographie

### Cinéma
- 1987 : Anna : Tonda
- 1991 : Elle et lui : Ed
- 1992 : Timescape : le docteur
- 1995 : Safe : Dr Hubbard
- 1995 : La Tribu Brady : Mr Phillips
- 1996 : Dunston : Panique au palace : Artie
- 1997 : Parties intimes : l'agent d'Howard
- 1997 : Joyride : Arthur
- 1998 : Docteur Dolittle : Dr Sam Litvack
- 2000 : Nurse Betty : Blake
- 2001 : Reunion : George
- 2001 : Évolution : le juge Guilder
- 2002 : Zone violente : le docteur

### Télévision
- 1989 : Madame est servie (série télévisée, saison 6 épisode 10) : Dr Purcell
- 1989-1991 : Les Années coup de cœur (série télévisée, 4 épisodes) : Mr Collins
- 1990 : New York, police judiciaire (série télévisée, saison 1 épisodes 3 et 5) : le juge Marton
- 1990 : Larry et Balki (série télévisée, saison 6 épisodes 7 et 8) : Herb
- 1990-1991 : Columbo (série télévisée, 4 épisodes) : Dr George Johnson
- 1990-1993 : La Loi de Los Angeles (série télévisée, 3 épisodes) : Robert Richards
- 1991 : Côte Ouest (série télévisée, saison 12 épisodes 23 et 25) : Mr Leland
- 1992 : Le Choix d'une mère (A Private Matter) de Joan Micklin Silver
- 1993-1996 : Dream On (série télévisée, 6 épisodes) : Fred Hoblit
- 1994 : Un drôle de shérif (série télévisée, 3 épisodes) : Dr Brennan
- 1994-1998 : Ellen (série télévisée, 27 épisodes) : Harold Morgan
- 1996 : Urgences (série télévisée, saison 2 épisode 18) : Dr Randall
- 1998-2001 : The Practice : Bobby Donnell et Associés (série télévisée, 6 épisodes) : Gavin Bullock
- 1999 : La Famille Green (série télévisée, 6 épisodes) : Dr Chris Carlisle
- 2001 : Un toit pour trois (série télévisée, 3 épisodes) : Mark Breslin
- 2001 : À la Maison-Blanche (série télévisée, saison 3 épisode 10) : Paul Dearborn
- 2002 : Buffy contre les vampires (série télévisée, saison 6 épisode 16) : Oncle Rory
- 2002 : New York Police Blues (série télévisée, saison 10 épisode 10) : Dr. Corey Barrish
- 2006 : FBI : Portés disparus (série télévisée, saison 4 épisode 18) : Abe Golde
- 2007 : Damages (série télévisée, saison 1 épisodes 4 et 10) : Amos Denninger